# Antonio Miguel

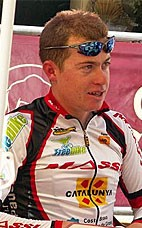
Antonio Miguel

Antonio Miguel Parra (* 26. Dezember 1982 in Palafrugell) ist ein spanischer Bahn- und Straßenradrennfahrer.
Antonio Miguel gewann 2003 eine Etappe bei der Cinturó de l’Empordà und 2006 eine Etappe der Vuelta a Extremadura. Fünfmal wurde er spanischer Bahnmeister: 2004 und 2006 im Madison sowie 2006, 2007 und 2009 in der Mannschaftsverfolgung.

## Erfolge – Straße
2003
- eine Etappe Cinturó de l’Empordà

2006
- eine Etappe Vuelta a Extremadura

## Erfolge – Bahn
2004
- Spanischer Meister – Madison (mit Sergi Escobar)

2006
- Spanischer Meister – Mannschaftsverfolgung (mit Sergi Escobar, Sebastian Franco und Carlos Torrent)
- Spanischer Meister – Madison (mit Carlos Torrent)

2007
- Spanischer Meister – Mannschaftsverfolgung (mit Sergi Escobar, Albert Ramiro und Carlos Torrent)

2009
- Spanischer Meister – Mannschaftsverfolgung (mit Sergi Escobar, Carlos Herrero und Carlos Torrent)